# International Council of Academies of Engineering and Technological Sciences
International Council of Academies of Engineering and Technological Sciences (eller blot CAETS) er en international samarbejdsorganisation for selvejende, upolitiske og uafhængige akademier, stiftet i 1985. CAETS arbejder globalt og har til formål at fremme indsatsen for den teknisk-videnskabelige udvikling til gavn for alle nationer.
Akademiet for de Tekniske Videnskaber (ATV) er medlem af CAETS.
| Forening eller organisation | Spire Denne artikel om en forening eller organisation er en spire som bør udbygges. Du er velkommen til at hjælpe Wikipedia ved at udvide den. |